# Cristina López Barrio
Cristina López Barrio (Madrid, 12 de mayo de 1970) es una escritora y abogada española.

## Biografía
Estudió Derecho en la Universidad Complutense de Madrid especializándose en propiedad Intelectual en la Universidad Pontificia Comillas en 2006 y 2007. En 2000 siguió un curso de escritura creativa de Clara Obligado.

## Obra
- El hombre que se mareaba con la rotación de la Tierra (Everest, 2009)[3]
- La casa de los amores imposibles (Plaza & Janés, 2010)[4]
- El reloj del mundo (Flash, 2012)[5]
- El cielo en un infierno cabe (Plaza & Janés, 2013)[6]
- Tierra de brumas (Plaza & Janés, 2015)[7]
- Niebla en Tánger (Planeta, 2017), finalista Premio Planeta 2017.[8]
- Rómpete corazón (Planeta, 2019)[9]

## Premios y reconocimientos
- Premio Villa Pozuelo de Alarcón, 2009.[10]
- Premio a la escritora revelación, 2010.[11]
- Finalista Premio Planeta, 2017 por Niebla en Tánger.[12]
- Premio Azorín de Novela, 2024 por La tierra bajo tus pies.[13]